# Константиновка (Устиновская поселковая община)
Константиновка (укр. Костянтинівка) — село в Устиновской поселковой общине Кропивницкого района Кировоградской области Украины.
До 2020 года входило в Устиновский район
Население по переписи 2001 года составляло 61 человек. Почтовый индекс — 28622. Телефонный код — 5239. Код КОАТУУ — 3525880402.